# Luoghi di Maigret

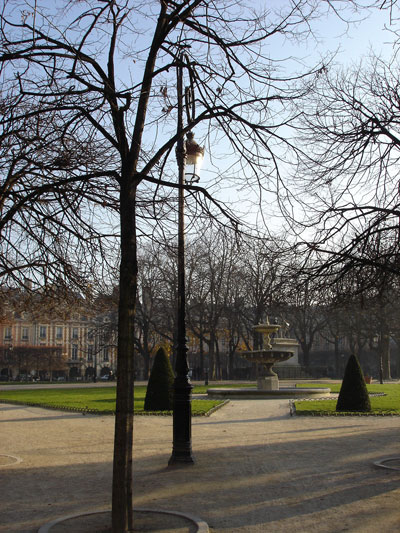
Place des Vosges

La grande maggioranza dei romanzi e dei racconti di Georges Simenon che ha per protagonista il Commissario Maigret è ambientata a Parigi. All'interno della città si distinguono alcuni luoghi ricorrenti dalle atmosfere particolari: i boulevard o le stazioni ferroviarie affollate delle ore di punta, i locali notturni di Montmartre o Pigalle, i bassifondi del Marais o le chiuse, gli argini e i piccoli porti lungo i canali navigabili parigini: è una Parigi congelata, che non cambia, uguale nelle descrizioni di luoghi e atmosfere, sia che l'azione si svolga negli anni trenta, sia che si svolga nei tardi sessanta.
Alcune inchieste portano il commissario anche all'estero, in Europa e perfino negli Stati Uniti. Altri luoghi ricorrenti sono i paesi natali di Maigret e della signora Maigret, rispettivamente Saint-Fiacre (paese immaginario nell'Allier), Bergerac (in Dordogna) e l'Alsazia (dove vive la cognata di Maigret), oltre a svariate località della provincia francese.

## Il palazzo di giustizia

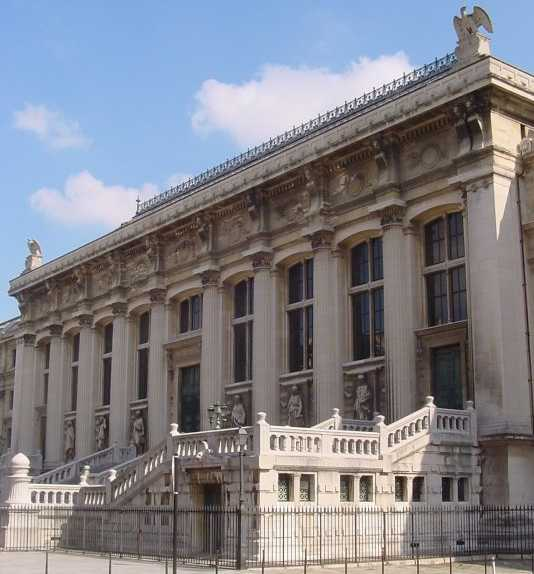
L'ingresso del palazzo di giustizia, con la famosa scalinata.

Il palazzo di giustizia, noto nei romanzi di Georges Simenon come Quai des Orfèvres (o ancor più confidenzialmente il Quai), è il quartier generale della polizia giudiziaria, quindi il luogo di lavoro di Maigret e della sua squadra. Si trova, appunto, al numero 36 di Quai des Orfèvres, sulle rive della Senna, nell'Île de la Cité, tra il Pont Neuf e Rue de la Cité. Il palazzo ospita sia la sede della polizia giudiziaria che la sede della procura.
Nei romanzi e nei racconti dedicati a Maigret ci sono diverse descrizioni dei suoi interni:
- l'ufficio del commissario, con vista sulla Senna e la stufa in ghisa, (anche dopo l'installazione nel palazzo dell'impianto di riscaldamento centralizzato), il portapipe e la bottiglia di cognac per le occasioni speciali o gli interrogatori delicati;
- l'ufficio degli ispettori, dove gli stretti collaboratori del commissario attendono gli ordini, che spesso ricevono in maniera brusca e inaspettata;
- la sala d'attesa con vetri a vista, chiamata dagli agenti l'acquario, dove fanno anticamera i personaggi più disparati: dalle vecchie conoscenze, ai poveri diavoli, dagli informatori della polizia, alle persone qualunque che, per motivi diversi, chiedono un colloquio con il commissario;
- la piccola porta che separa le due ali del palazzo (la polizia giudiziaria e la procura): un vero e proprio spartiacque tra due mondi distinti e separati e nonostante tutto tanto vicini e inscindibili;
- gli ultimi piani del palazzo, che accolgono la sede dell'unità scientifica della polizia giudiziaria, diretta da Moers.

## Brasserie Dauphine

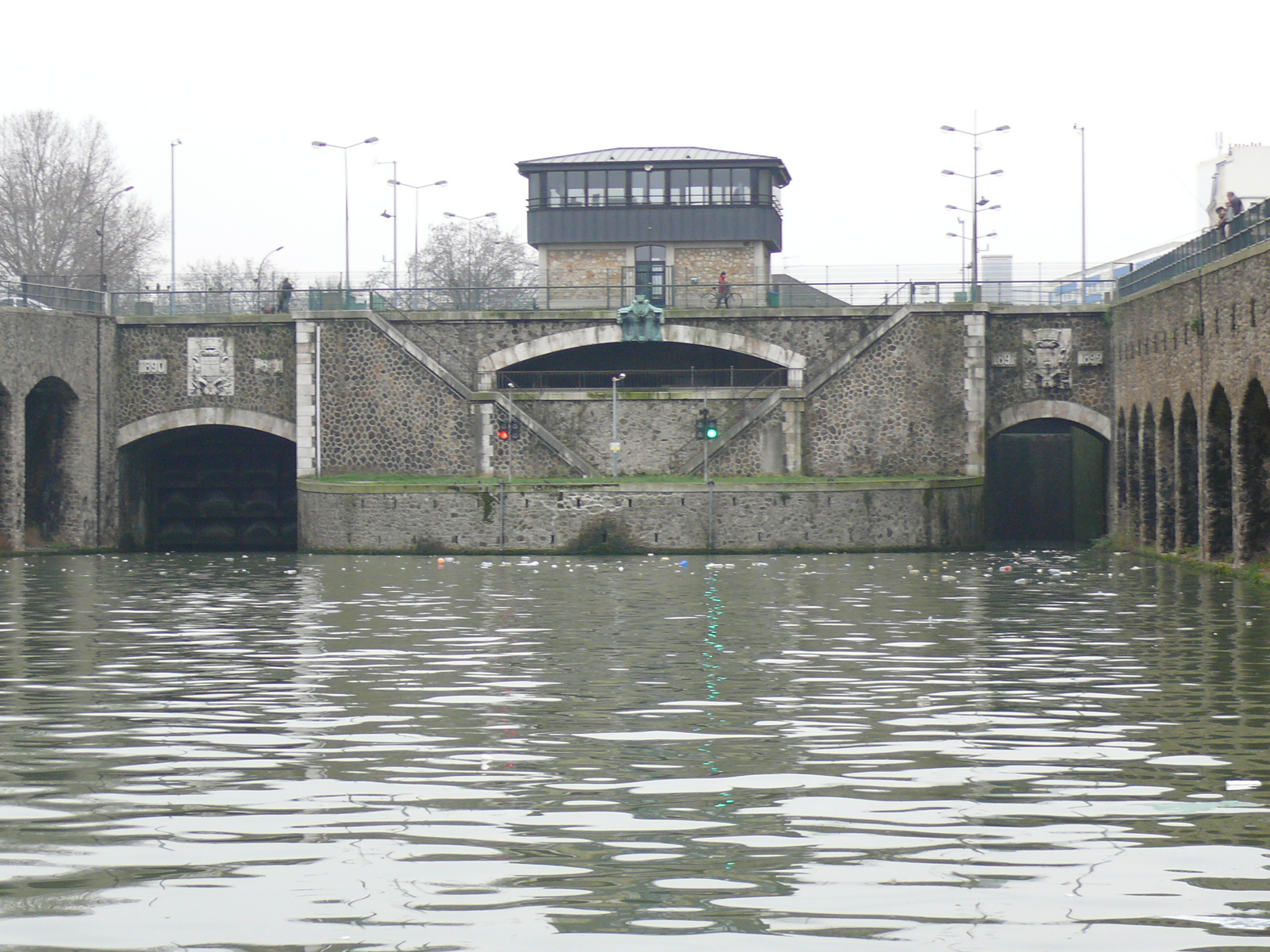
Una chiusa di un canale navigabile parigino

La Brasserie Dauphine è, nella finzione ideata da Simenon, un piccolo ristorante in place Dauphine, proprio dietro il quai des Orfèvres. È citata in moltissimi romanzi e racconti ed appare sia nel primo romanzo (Pietro il Lettone) che nell'ultimo (Maigret e il signor Charles): spesso il commissario vi si reca per consumare pasti o aperitivi, da solo o in compagnia di un collaboratore ed è sempre un garzone dalla brasserie colui che reca presso l'ufficio del commissario un vassoio di birre e panini durante le lunghe ore dedicate agli interrogatori: "inizia la canzonetta", come dicono gli ispettori, quando Maigret incurva le spalle e chiude la porta dell'ufficio.
Il ristorante è in realtà un luogo fittizio: nella zona del Palazzo di Giustizia di Parigi non esiste una Brasserie Dauphine, tuttavia di fronte alla facciata occidentale del palazzo, a Rue de Harlay, si trovava il Café Restaurant aux Trois Marches, che Simenon frequentava regolarmente e oggi non è più esistente

## Boulevard Richard-Lenoir

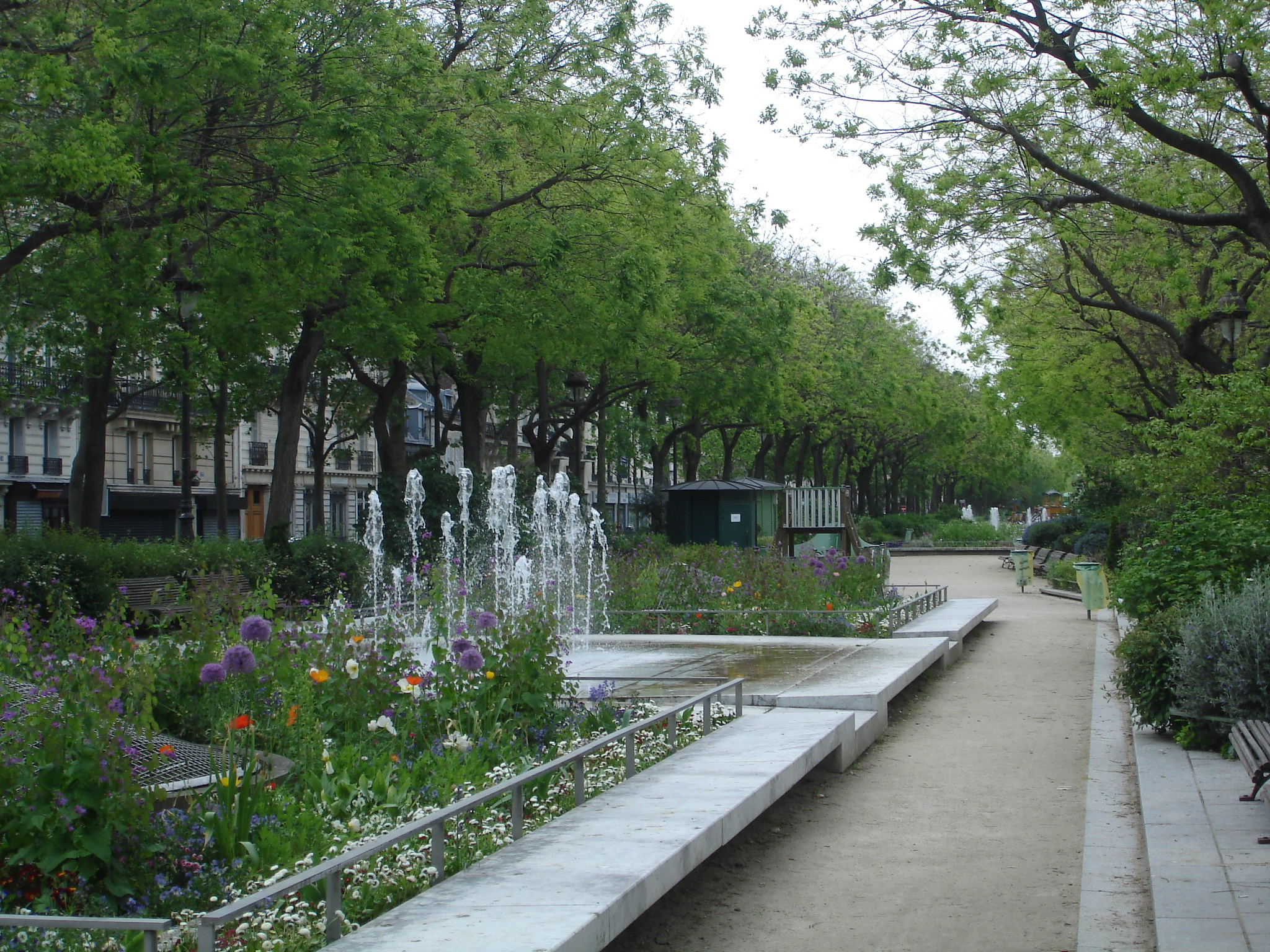
I giardini nella zona pedonale del viale

È un viale alberato dell'XI arrondissement di Parigi, a circa metà strada tra l'Île de la Cité e il cimitero di Père-Lachaise, lungo circa un chilometro e mezzo.
Nella finzione dei romanzi, è la via in cui vivono Maigret e la moglie, devota compagna del commissario e ottima cuoca. L'abitazione dei Maigret viene descritta in diverse opere dedicate al commissario e solo in un caso, ne La chiusa n. 1, non si trova in boulevard Richard-Lenoir, ma in boulevard Edgar-Quinet, probabilmente per un errore di Simenon. L'appartamento, in affitto, è situato al numero 132 di boulevard Richard-Lenoir; i coniugi Maigret abiteranno in quell'appartamento finché rimarranno a Parigi, tranne un breve periodo in cui, a causa di alcuni lavori di ristrutturazione effettuati dal proprietario dello stabile di boulevard Richard-Lenoir, vanno ad abitare al 21 di place des Vosges, come descritto nei romanzi Les Mémoires de Maigret e Maigret e il vagabondo e nel racconto L'innamorato della signora Maigret. Simenon ha davvero abitato in place des Vosges, proprio al numero 21, dove tra l'altro ha ambientato L'ombra cinese, e, nella finzione, è proprio Simenon che cede il suo appartamento ai coniugi Maigret durante un suo viaggio in Africa.
In Boulevard Richard-Lenoir è ambientato il racconto Un Natale di Maigret, nel quale il commissario si trova a indagare, nel giorno di Natale, su un fatto accaduto in una abitazione situata di fronte alla sua.
Una volta raggiunta la pensione, Maigret abbandonerà definitivamente l'appartamento di boulevard Richard-Lenoir per trasferirsi insieme alla moglie fuori Parigi, a Meung-sur-Loire nel dipartimento del Loiret pur mantenendone l'affitto.

## I bistrot
I bistrot di Parigi sono luoghi ricorrenti in ogni inchiesta. Sono luoghi di appostamento da cui osservare gli indagati e i sospetti, luoghi in cui aspettare o fare una telefonata e ai cui gestori chiedere informazioni.
Contrariamente a quanto succede abitualmente nei gialli anglosassoni, Maigret e i suoi ispettori non si fanno problemi a bere bevande alcoliche in servizio, ogni indagine è infatti costellata da birre, bianchini, calvados, pernod e armagnac, a volte usati come pretesto per una chiacchierata informale con gli indagati o altre persone utili all'inchiesta, altre volte semplicemente per poter stazionare a lungo nel locale, e controllare così un determinato punto di passaggio o taluni personaggi chiave dell'inchiesta.

## Saint-Fiacre alias Paray-le-Frésil

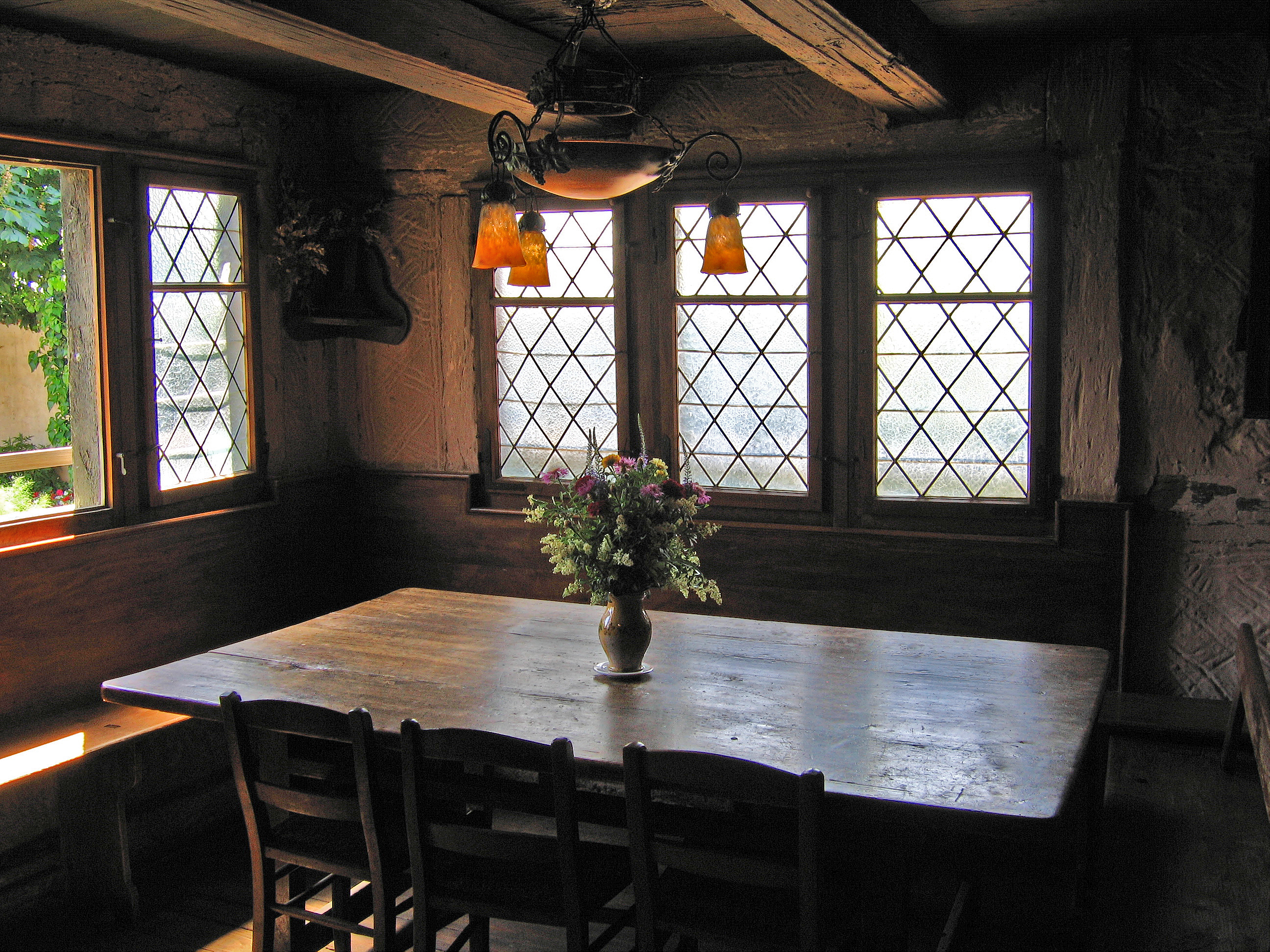
L'interno di una casa alsaziana

Nella finzione ideata da Simenon, Saint-Fiacre è il luogo di nascita di Maigret. Nei romanzi, Saint-Fiacre è un piccolo centro del dipartimento dell'Allier, sito a circa 25 chilometri a Est di Moulins. In Francia ci sono varie cittadine e località denominate "Saint-Fiacre", ma nessuna si trova in Allier. Tuttavia occorre rammentare che Simenon, sotto il fittizio nome di Saint-Fiacre, si riferisce al piccolo comune di Paray-le-Frésil, ove egli lavorò come segretario privato, dall'estate 1923 alla primavera del 1924, nel palazzo del Marchese Raymond d'Estutt de Tracy. Il commissario torna al paese natale nel romanzo L'affare Saint-Fiacre.

## Fuori Parigi
Sono comunque diverse le inchieste svolte da Maigret al di fuori di Parigi. Innanzitutto nei suoi immediati dintorni, lungo la Senna (come nelle vicinanze di Morsang-sur-Seine in L'osteria dei due soldi o a Samois-sur-Seine in La chiusa n. 1), dove i parigini passano le giornate o i fine settimana estivi un poco più al fresco.
Allontanandosi ancora dai dintorni di Parigi, le situazioni sono altrimenti le più diverse. A volte Maigret segue un'inchiesta casualmente, mentre si trova in vacanza (è il caso di Les vacances de Maigret, ambientato a Les Sables-d'Olonne), altre volte si trova in altre località per incarichi temporanei, altre volte per seguire una determinata pista va a concludere anche all'estero le sue inchieste: è il caso per esempio di Un delitto in Olanda ambientato a Delfzijl, nei Paesi Bassi, di Maigret à New York e Maigret chez le coroner ambientati negli Stati Uniti (il primo in città, il secondo nello stato dell'Arizona), di La rivoltella di Maigret che si conclude a Londra, o di Maigret viaggia, nel quale il commissario segue la sua pista a Nizza, Losanna e Monte Carlo.
Per restare in Francia, oltre al già citato romanzo L'affare Saint-Fiacre, in Il porto delle nebbie Maigret segue un'inchiesta a Ouistreham, in Normandia, ed è ancora in Normandia, a Saint-Lô, in La vecchia signora di Bayeux, mentre in Il pazzo di Bergerac l'inchiesta si svolge appunto a Bergerac, nella regione di Bordeaux, ed abbiamo ancora il commissario a Vichy in Maigret a Vichy, a Givet, ai confini col Belgio, in La casa dei fiamminghi, e a Reims e Liegi in Il viaggiatore di terza classe. In Il cane giallo invece, Maigret indaga a Concarneau in Bretagna, mentre in L'ispettore Cadavre si trova a indagare in veste non ufficiale su un delitto commesso a Saint-Aubin-les-Marais, in Vandea. Altrove, lungo il mare del nord, svolge inchieste a Étretat (Maigret e la vecchia signora), a Fécamp (Al Convegno dei Terranova) o all'ovest, come a Saint-André-sur-Mer nella Charente Marittima (Maigret ha un dubbio) o verso il sud, come a Montélimar (Maigret e la vecchia pazza) o ad Antibes (Liberty Bar).
In tutti questi romanzi viene sempre tratteggiato un godibile spaccato della provincia francese del novecento, pittoresca e sonnacchiosa, con i suoi piccoli riti, i pettegolezzi e la mentalità un po' chiusa e provinciale, nella quale però il commissario, date le sue origini, riesce subito ad entrare. Ciò detto, bisogna aggiungere che Maigret rappresenta in pieno, anche se non vi è nato, un parigino del suo tempo. I ritratti più riusciti della provincia o dell'estero Simenon li ambienta nei cosiddetti "romanzi duri".